# Gillertjärn (naturreservat)
Gillertjärn är ett naturreservat i Säffle kommun i Värmlands län.
Området är naturskyddat sedan 1982 och är 38 hektar stort. Reservatet omfattar höjder omkring Gillertjärnen. Reservatet består av naturskog med en värdefull lokal för idegran.